# RSK MiG-35
Bei dem Mehrzweckkampfflugzeug RSK MiG-35 (russisch РСК МиГ-35, NATO-Codename: Fulcrum-F) handelt es sich um eine Weiterentwicklung der russischen MiG-29M/M2 und MiG-29KR. Inoffiziell wird die MiG-35 auch als Super Fulcrum bezeichnet. Die MiG-35 gibt es derzeit in zwei Versionen, der einsitzigen MiG-35S und der zweisitzigen MiG-35D.

## Geschichte

MiG-29M-OWT in der Berlin Air Show 2006

Mitte der 1990er-Jahre wurde die Notwendigkeit zur Modernisierung des Modells MiG-29 immer deutlicher. Konstruktionsziele waren vielseitigere Einsatzmöglichkeiten sowie die Abstimmung auf neue Luft-Luft- und Luft-Boden-Waffensysteme. Darüber hinaus sollte die Treibstoffkapazität und damit die Reichweite erhöht sowie durch eine modernere Cockpitausstattung die Arbeitsbelastung des Piloten verringert werden.
Rein äußerlich betrachtet blieben die Veränderungen gegenüber dem Modell MiG-29 scheinbar gering, doch wurde die auf der trägertauglichen Variante MiG-29K basierende Zelle in weiten Teilen vollkommen neu konstruiert. Deutlich sichtbare Änderungen sind vor allem vergrößerte Lufteinläufe sowie ein neuartiges Schutznetz gegen Fremdkörper in den Lufteinlässen. Die bisherigen Zusatz-Lufteinlässe auf der Oberseite entfielen, der dadurch freiwerdende Raum wurde für zusätzliche Tanks genutzt. Der Rumpfbuckel wurde vergrößert und verläuft nun bis zum Rumpfende. Auf dem Buckel wurde eine vergrößerte Luftbremse eingebaut. Die ursprünglich abgerundeten Ränder der Flügelwurzelverlängerungen (LERX) wurden scharfkantig gestaltet, um die Erzeugung von auftriebgebenden Luftwirbeln bei extremen Flugzuständen zu verbessern.
Die MiG-35 wird in Luchowizy in der Oblast Moskau und in Nischni Nowgorod gebaut.
Bis 2013 war von einer Beschaffung von 37 Flugzeugen ausgegangen worden, bis bekannt wurde, dass die Industrie die benötigten Kapazitäten nicht hätte bereitstellen können. Der Kauf wurde zunächst auf 2016 verschoben. Zum Zeitpunkt der Ankündigung der Übergabe von zwei Flugzeugen zu Testzwecken an das Verteidigungsministerium im Jahr 2016 war kein definitiver Vertrag zur Beschaffung unterschrieben.
Im Januar 2017 teilte Generaloberst Wiktor Bondarew, Oberkommandierender der russischen Luft- und Weltraumkräfte, mit, dass in Russland alle leichten Jagdflugzeuge durch Mehrzweckkampfflugzeuge des Typs MiG-35 ersetzt werden sollen. Insgesamt bestehe ein Bedarf an 170 vergleichbaren Flugzeugen.

## Technik

### Avionik

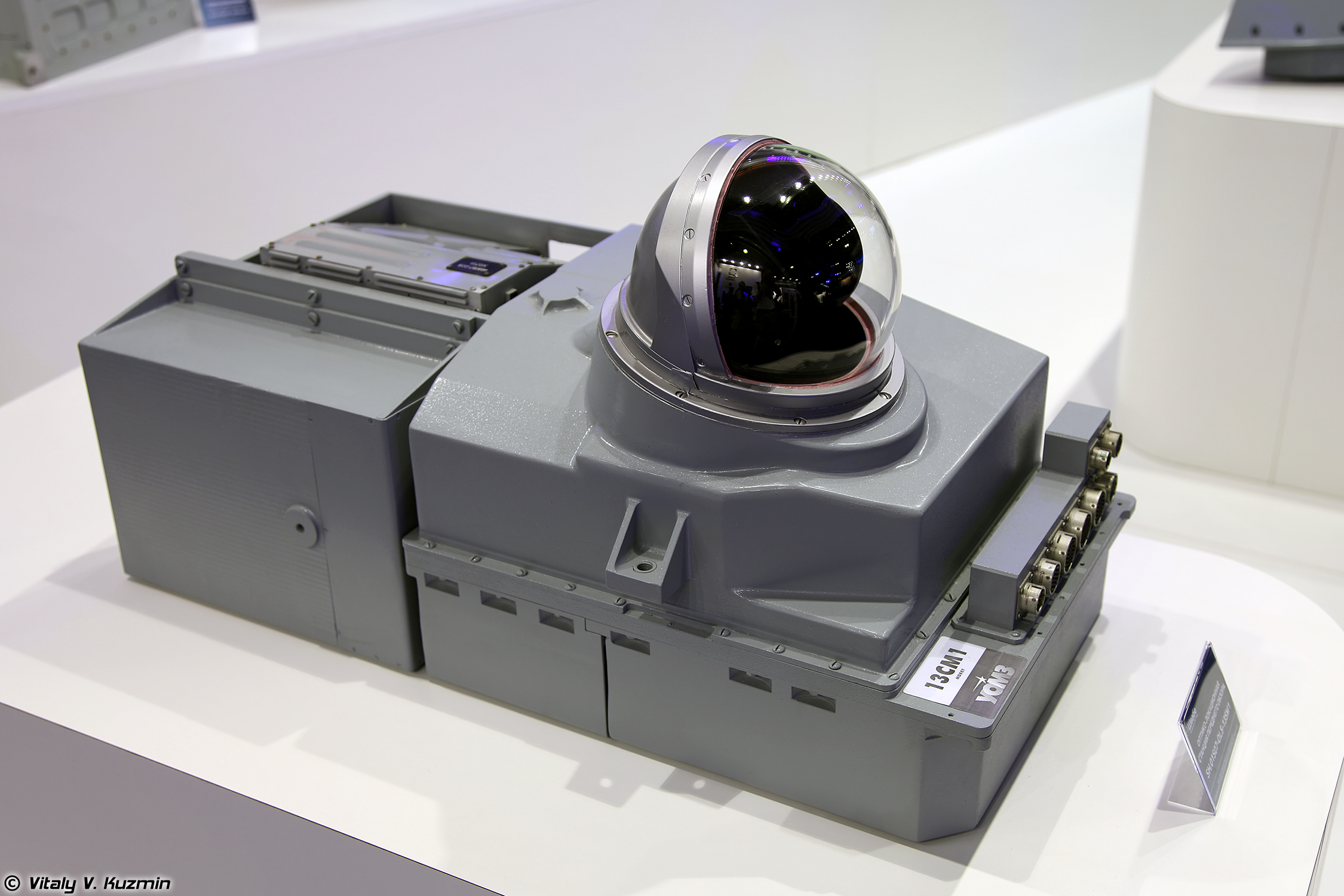
Optik- und Infrarotsensor 13SM-1

Die MiG-35 hat den Radar- und Waffenleitkomplex NIIR Schuk-A. Das Radar verfügt als erstes russisches Jagdflugzeugradar über eine Antenne mit aktiver elektronischer Strahlschwenkung (AESA mit 680 T/R-Modulen), die Reichweite beträgt 160 km (85 NM) gegen Luftziele und 300 km gegen Seeziele. Es kann 30 Ziele gleichzeitig verfolgen und sechs davon in rascher Folge mit Mittelstrecken-Luft-Luft-Raketen R-77 oder R-27 bekämpfen. Mit der Fähigkeit hochauflösende Radarkarten zu erstellen wird die Erfassung erheblich kleinerer Bodenziele als beim Vorgängermodell möglich. Für die Navigation sorgt ein Empfänger in Kombination mit einer Trägheitsplattform, der sowohl mit GLONASS als auch mit GPS kompatibel ist und eine Genauigkeit von bis zu einem Meter ermöglicht.
Zur Zielerfassung dienen der Optik- und Infrarotsensor Kols-MG sowie das Helmvisier für den Piloten. Das optische System verfügt je nach Wetterlage über eine Reichweite von bis zu 30 Kilometern. Der Pilot bedient eine Vierkanal-Fly-by-Wire-Steuerung. Durch eine automatische Begrenzung des Anstellwinkels entlastet sie den Piloten. Das FBW-System begrenzt die Belastung der Zelle, indem extrem strukturbelastende Manöver ohne Zutun des Piloten automatisch auf erträgliche Werte gesenkt werden.
Das vordere Cockpit verfügt über drei farbige Multifunction-Displays (MFD) und ein Head-up-Display (HUD). Das hintere Cockpit umfasst vier MFDs, wobei auf das HUD verzichtet wurde, um TV- und Radarbilder für die präzise Lenkung von Luft-Boden-Waffen darstellen zu können. Auch können damit bei Schulungszwecken die Daten des vorderen HUD dargestellt werden. Ein Radarwarnempfänger, ein Infrarotsensor und ein Laserwarner warnen vor Angriffen. Die Abwehrmaßnahmen umfassen Täuschkörperwerfer. Auch eine Einrichtung zur gleichzeitigen passiven Zielzuweisung an zwei Antiradarraketen Ch-31P ist vorhanden. Das System kann je nach Einsatz durch einen Breitband-Radarstörbehälter ergänzt werden, der mehr als 100 verschiedene Emitter gleichzeitig erkennen und stören kann.

### Antrieb
Derzeit kommen bei der MiG-35 die Klimow RD-33MK- bzw. RD-33MKB-Triebwerke zum Einsatz. Die RD-33MKB-Triebwerke verfügen über eine Schubvektorsteuerung, welche mit der MiG-29M-OWT bereits erfolgreich erprobt worden ist. Die MiG-29M-OWT demonstrierte damit eine erstaunlich hohe Wendigkeit und konnte auf der ILA 2006 in Berlin beeindruckende Flugmanöver vorführen.

### Bewaffnung
Die Zahl der Außenlaststationen für Waffensysteme wurde im Laufe der Entwicklung von sieben über neun auf nunmehr elf erhöht, so dass die MiG-35 6,5 Tonnen Bombenlast oder acht Luft-Boden-Raketen tragen kann. Als Abfang- oder Luftüberlegenheitsjäger konfiguriert, kann die MiG-35 Luftkampfraketen R-73E oder R-73M2 sowie Mittelstrecken-Luft-Luft-Raketen R-77 und R-27T einsetzen. Für Angriffe auf Bodenziele stehen TV-gelenkte Luft-Boden-Raketen Ch-29T und Ch-29TE zur Verfügung und für Nahbereichsangriffe bis zu acht Behälter B-8M1 mit jeweils 20 ungelenkten Luft-Boden-Raketen S-8. Zur Bekämpfung bodengebundener Flugabwehr kann die MiG-35 bis zu vier Antiradarraketen Ch-31 tragen und zwei davon gleichzeitig einsetzen. Gegen Schiffe können vier Antischiffraketen Ch-31A oder vier Ch-35 eingesetzt werden. Weiterhin können freifallende, TV-gelenkte Bomben KAB-500Kr und KAB-500Kr-OD, sowie ungelenkte Bomben OFAB-250-270 mitgeführt werden.
Festinstallierte Bewaffnung im Bug
- 1 × 30-mm-Maschinenkanone Grjasew-Schipunow GSch-30-1 (auch GSch-301 oder 9A-4071K) mit 150 Schuss Munition

Waffenzuladung von 6500 kg an 11 Aufhängepunkten
Luft-Luft-Lenkflugkörper
- 4 × APU-60-1-Startschienen für je eine MKB Wympel R-60M (AA-8 „Aphid“) – infrarotgesteuert für Kurzstrecken
- 4 × AKU/APU-470-Startschienen für je eine GosMKB Wympel JSC R-27R/ER (AA-10 „Alamo-A“) – halbaktiv radargelenkt für Mittelstrecken[8]
- 4 × AKU/APU-470-Startschienen für je eine GosMKB Wympel JSC R-27T/ET (AA-10 „Alamo-B“) – infrarotgesteuert für Mittelstrecken
- 8 × P-72-1D-Startschienen für je eine GosMKB Wympel JSC R-73E/M2 (AA-11 „Archer“) – infrarotgesteuert für Kurzstrecken[9]
- 8 × AKU-170E-Startschienen für je eine GosMKB Wympel JSC R-77E / RWW-AE-E (AA-12 „Adder“) – radargelenkt für Langstrecken

Luft-Boden-Lenkflugkörper
- 4 × APU-68UM3-Startschiene für je eine Tactical Missiles Corporation JSC Ch-25MP (AS-12 „Kegler“) – passiver Antiradar-Lenkflugkörper
- 4 × AKU-58M-Startschiene für je eine GosMKB Wympel Ch-29TE (AS-14 „Kedge-B“) – fernsehgelenkt
- 4 × AKU-58M-Startschiene für je eine Tactical Missiles Corporation JSC Ch-31P (AS-17 „Krypton“) – passiver Antiradar-Lenkflugkörper
- 4 × AKU-58M-Startschiene für je eine Tactical Missiles Corporation JSC Ch-31A (AS-17 „Krypton“) – radargelenkter Schiffszielflugkörper
- 4 × Startschiene für je eine Tactical Missiles Corporation JSC Ch-35E „Uran-E“ (3M24E bzw. AS-20 „Kayak“) – radargelenkter Schiffszielflugkörper

Ungelenkte Luft-Boden-Raketen
- 8 × GosMKB Wympel B-8M1-Raketen-Rohrstartbehälter für je 20 × ungelenkte S-8-Luft-Boden-Raketen; Kaliber 80 mm
- 8 × APU-68UM3-Raketen-Startschiene für eine ungelenkte S-24B-Luft-Boden-Rakete; Kaliber 240 mm

Gelenkte Bomben
- 4 × Region JSC KAB-500Kr (fernsehgelenkte 500-kg-Bombe)
- 4 × Region JSC KAB-500-OD (fernsehgelenkte 500-kg-Bombe mit thermobarischem Sprengkopf)

Ungelenkte Bomben
- 5 × Basalt FAB-500M-62 (100-kg-Freifallbombe)
- 5 × ODAB-500PM (500-kg-Aerosolbombe)
- 5 × RBK-500 (500-kg-Streubombe)
- 5 × RBK-250-275 (275-kg-Streubombe)
- 5 × Basalt OFAB-250-270 (250-kg-Freifallbombe)

Externe Behälter
- 1 × abwerfbarer Zusatztank PTB-1500 für 1500 Liter Kerosin
- 2 × abwerfbarer Zusatztank PTB-2000 für je 2000 Liter Kerosin für Überführungsflüge

### Technische Daten
| Kenngröße                | Daten |
| ------------------------ | --- |
| Typ                      | Mehrzweckkampfflugzeug                                                                                            |
| Länge                    | 17,16 m |
| Spannweite               | 11,41 m |
| Flügelfläche             | ca. 42 m² |
| Flügelstreckung          | 3,1 |
| Tragflächenbelastung     | - minimal (Leermasse): 286 kg/m² - nominal (normale Startmasse): 417 kg/m² - maximal (max. Startmasse): 560 kg/m² |
| Höhe                     | 4,36 m |
| Leermasse                | ca. 12.000 kg |
| normale Startmasse       | 17.500 kg |
| max. Startmasse          | 23.500 kg |
| g-Limits                 | −3/+9g |
| Höchstgeschwindigkeit    | - auf optimaler Höhe: Mach 2,3 bzw. 2445 km/h - auf Meereshöhe: Mach 1,23 bzw. 1511 km/h                          |
| Dienstgipfelhöhe         | 17.500 m |
| Reichweite               | - 2000 km (mit internem Treibstoff) - 3100 km (mit drei Zusatztanks)                                              |
| Triebwerke               | zwei Klimow-RD-33MK(B)-3M-Mantelstromtriebwerke                                                                   |
| Schubkraft               | - mit Nachbrenner: 2 × 88,30 kN - ohne Nachbrenner: 2 × 52,97 kN                                                  |
| Schub-Gewicht-Verhältnis | - maximal (Leermasse): 1,5 - nominal (normale Startmasse): 1,03 - minimal (max. Startmasse): 0,77                 |
| Besatzung                | 1 |

## Nutzerstaaten
- Russland – Bis Dezember 2019 wurden 6 Serienmaschinen ausgeliefert, die von den russischen Luftstreitkräften getestet werden.[11][12]